# Glabratella
Glabratella es un género de foraminífero bentónico de la familia Glabratellidae, de la superfamilia Glabratelloidea, del suborden Rotaliina y del orden Rotaliida. Su especie tipo es Glabratella crassa. Su rango cronoestratigráfico abarca desde el Mioceno hasta la Actualidad.

## Clasificación
Se han descrito numerosas especies de Glabratella. Entre las especies más interesantes o más conocidas destacan:
- Glabratella crassa
- Glabratella finlayi
- Glabratella quadrata

Un listado completo de las especies descritas en el género Glabratella puede verse en el siguiente anexo.